# Saint-Maurice-en-Chalencon

Saint-Maurice-en-Chalencon este o comună în departamentul Ardèche din sud-estul Franței. În 1 ianuarie 2022 avea o populație de 200 de locuitori.